# Seoštica
Seoštica este un sat din municipiul Podgorica, Muntenegru. Conform datelor de la recensământul din 2003, localitatea are 6 locuitori (la recensământul din 1991 erau 30 de locuitori).

## Demografie
În satul Seoštica locuiesc 6 persoane adulte, iar vârsta medie a populației este de 42,7 de ani (36,3 la bărbați și 55,5 la femei). În localitate sunt 2 gospodării, iar numărul mediu de membri în gospodărie este de 3,00.
Populația localității este foarte eterogenă.
|  |

| Demografie | Demografie | Demografie |
| An         | Locuitori  | Locuitori  |
| ---------- | ---------- | ---------- |
|            |            |            |
|            |            |            |
|            |            |            |
|            |            |            |
| 1948       | 151        |            |
| 1953       | 179        |            |
| 1961       | 182        |            |
| 1971       | 144        |            |
| 1981       | 41         |            |
| 1991       | 30         | 30         |
| 2003       | 6          | 6          |

| \| Componența etnică conform recensământului din 2003[2] \| Componența etnică conform recensământului din 2003[2] \| Componența etnică conform recensământului din 2003[2] \| Componența etnică conform recensământului din 2003[2] \| Componența etnică conform recensământului din 2003[2] \| \| ----------------------------------------------------- \| ----------------------------------------------------- \| ----------------------------------------------------- \| ----------------------------------------------------- \| ----------------------------------------------------- \| \| \| \| \| \| \| \| Sârbi \| Sârbi \| \| 3 \| 50% \| \| necunoscută \| necunoscută \| \| 0 \| 0% \| |             |  |   |     |
| Componența etnică conform recensământului din 2003 |             |  |   |     |
| |             |  |   |     |
| Sârbi | Sârbi       |  | 3 | 50% |
| necunoscută | necunoscută |  | 0 | 0%  |